# 陳紹年

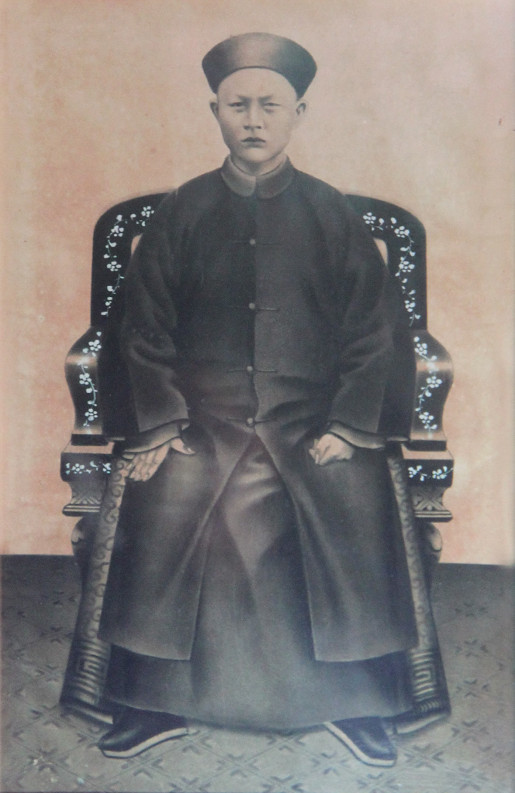
陳紹年肖像

陳紹年（1852年—1915年4月），原名陳允忠:23，臺灣詩人、教育家、政治人物。曾在乙未戰爭時招降抗日人士，後任區長、參事等公職。

## 生平
陳紹年咸豐三年（1853年）出生於武東堡赤水（今南投縣名間鄉赤水村、大坑村、竹圍村一帶）:23，為廩生陳貞元之子，母周鑾:255-256。幼年隨父長居林圮埔（今竹山鎮），後又遷居今彰化縣田中鎮:255-256。其原為秀才（1896年12月2日的《臺灣日日新報》報導其於光緒七年（1881年）考上:43），曾於光緒八年（1882年）和來自福建漳浦的陳姓族人在赤水建造宗祠「西水祠」，光緒十六年（1890年）與陳新眾、陳清揚等陳姓族人共20人一同受推舉，募得1萬圓:17-19，於大新（今彰化縣田中鎮新民里）興建祠廟「聚星堂」:23-24。後因清賦有功，在光緒十八年（1892年）獲賞訓導銜:256，翌年分發為儒學訓導:43。同時在聯甲局工作，中法戰爭爆發時曾募集士勇前往臺南協防，光緒二十年（1894年）帶領壯丁逮捕匪徒余阿桂:26。
陳紹年曾在乙未戰爭爆發時協助劉永福籌備軍餉及配置人力，但於日軍抵達彰化後攜帶家族避禍廈門，1895年12月返回臺灣:29，同年任東螺東堡保良局長，1896年任雲林紳董公議總局局長:256，協助招降簡義:31-35。1897年扈從臺中旅團團長:180，獲敘勳六等，並授瑞寶章:256，是年4月9日獲贈紳章:38，為田中地區第一位同時被授與紳章及勳六等瑞寶章之人:42。1898年為臺中縣北斗辦務署參事，1901年任北斗辦務署沙仔崙區街庄長，1905年任彰化廳田中央區街庄長，1910改為臺中廳田中央區長，1913年兼臺中廳庶務課參事。此外於1898年擔任「阿片烟膏取次人」，負責販賣鴉片:59，1909年擔任彰化銀行監查役（監事）、北斗製糖公司監察役:256，亦是二八水公學校田中央分教場（今田中國小）學務委員:75。
原居沙仔崙街（今彰化縣田中鎮沙崙里，俗稱舊街），但日治初期該地區連續爆發兩次水災及一場大火，街巷與建築被撤底摧毀，其得知臺灣總督府即將在今田中火車站附近建造縱貫鐵路，故率領災民開始計畫遷往新街（今北路里、東路里、西路里）:807:256，有「田中開發的奠基者」之稱:256。今田中鎮東路街94號有一名為「壽山堂」的三合院，為其自沙仔崙遷至田中央後之住所:256，於2015年列入彰化縣縣定古蹟。據說田中乾德宮後殿有供奉陳紹年之牌位:42。
陳紹年早年和內灣陳鴻苗等人集資聘請宿儒講學:359:807，亦曾結合地方人士共同創立詩社「蘭社」，任首任董事長:257。生前曾將作品集結成《壽山堂詩稿》一書，然並未刊行:257:359:807，最終於1915年4月過世:180。

## 家庭

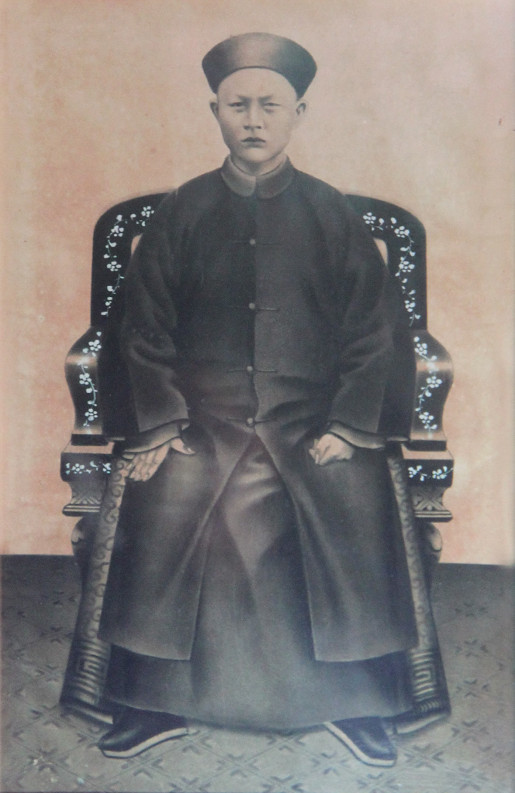
陳紹年次子陳鴻猷肖像

妻許守，育有陳子超（早逝）、陳鴻猷、陳石降（早逝）、陳芳輝四子:23，嫡孫陳景崧，曾孫陳時英:257。